# مارتن كونتين
مارتن كونتين (بالفرنسية: Julien Laporte)‏ (4 نوفمبر 1993 بفرنسا - ) هو لاعب كرة قدم فرنسي في مركز الدفاع. لعب مع نادي كليرمونت 63 وFC Aurillac Arpajon Cantal Auvergne ‏.

## روابط خارجية
- مارتن كونتين على موقع رابطة كرة القدم الفرنسية للمحترفين (الإنجليزية)
- مارتن كونتين على موقع قاعدة بيانات كرة القدم.إي يو (الإنجليزية)
- مارتن كونتين على موقع Soccerway.com (الإنجليزية)
- مارتن كونتين على موقع عالم كرة القدم.نت (الإنجليزية)